# Saint-Seine-en-Bâche
Saint-Seine-en-Bâche település Franciaországban, Côte-d’Or megyében. Lakosainak száma 407 fő (2022. január 1.). Saint-Seine-en-Bâche Les Maillys, Flagey-lès-Auxonne, Laperrière-sur-Saône, Samerey és Champvans községekkel határos.

## Népesség
A település népessége az elmúlt években az alábbi módon változott:
| Lakosok száma | 202  | 171  | 186  | 267  | 323  | 382  | 408  | 399  | 395  | 407  |
|               | 1968 | 1982 | 1990 | 2006 | 2013 | 2015 | 2017 | 2019 | 2020 | 2022 |